# Boris (Fernsehserie)
Boris ist eine italienische Comedyserie, die ihre Erstausstrahlung in Italien zunächst zwischen 2007 und 2010 hatte und im Jahr 2022 mit einer neuen Staffel zurückgekehrt ist. Die Serie wurde in Italien erstmals am 16. April 2007 auf Fox ausgestrahlt, wo auch die ersten beiden Staffeln gesendet wurden. Die Erstausstrahlung der dritten Staffel erfolgte nach einem Senderwechsel in Italien auf FX. Mit der vierten Staffel wechselte die Serie zu Disney+, wo sie am 26. Oktober 2022 als Original via Star veröffentlicht wurde. Im deutschsprachigen Raum erschienen die Staffeln 1–4 am 26. Oktober 2022 auf Disney+ als Star Original.
Im Jahr 2011 kam ein auf der Serie basierender Film unter dem Titel Boris – Il film in die italienischen Kinos, der zwischen den Staffeln 3 und 4 angesiedelt ist.

## Handlung
Boris ist im italienischen Fernsehen einmalig, sowohl als Metafiktion als auch als satirischer bis zynischer Kommentar zu italienischen Seifenopern. Es handelt sich um eine Metafiktion, die Handlung spielt am Set der (fiktiven) Fernsehsoap Gli occhi del cuore 2 (dt. Die Augen des Herzens, Staffel 2) bzw. in der dritten Staffel am Set der (ebenso fiktiven) Krankenhausserie Medical Dimension.
Der Titel der Serie bezieht sich auf einen Goldfisch, der für den Soap-Regisseur die Bedeutung eines Talismans besitzt. Er hat eine ganze Sammlung solcher Zierfische, die alle die Namen berühmter Tennisspieler tragen. Der titelgebende Goldfisch hat seinen Namen von Boris Becker geliehen.
Zu Beginn der 1. Staffel stößt der Praktikant Alessandro zu dem Team von Gli occhi del cuore 2, er wird stellvertretend für die Zuschauer Zeuge der Absurditäten des Drehalltags.

## Besetzung und Synchronisation
Nur für Staffel 4 wurde eine deutsche Synchronfassung erstellt. Die deutschsprachige Synchronisation entstand nach den Dialogbüchern von Max Herzog und Georg Steinert sowie unter der Dialogregie von Marina Lemme durch die Synchronfirma Iyuno-SDI Group Germany in Berlin.

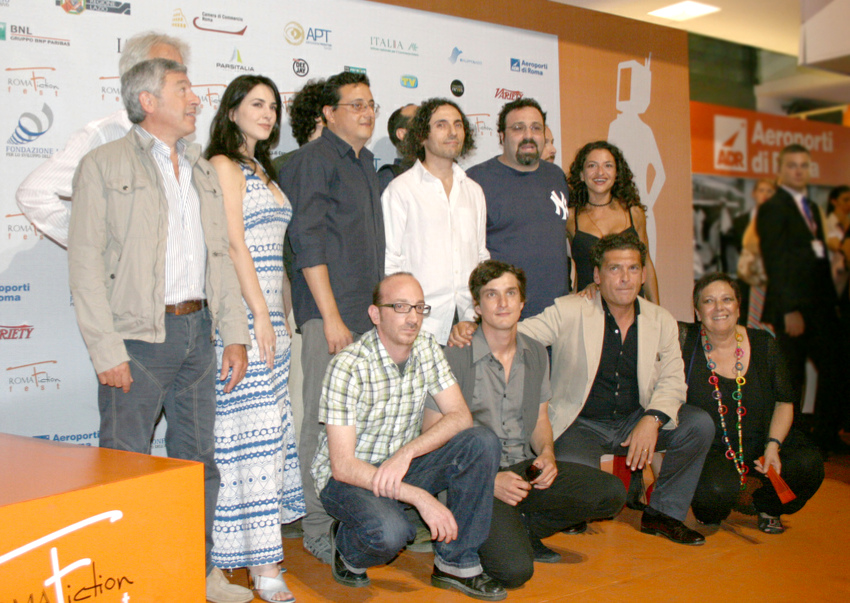
Der Cast von Boris auf dem Roma Fiction Fest 2009.

### Hauptdarsteller
| Rolle                  | Beschreibung                                                              | Schauspieler            | Hauptrolle (Staffeln) | Nebenrolle (Staffeln) | Synchronsprecher   |
| ---------------------- | ------------------------------------------------------------------------- | ----------------------- | --------------------- | --------------------- | ------------------ |
| Renato „René“ Ferretti | Regisseur (Staffel 1–4)                                                   | Francesco Pannofino     | 1–4                   |                       | Sven Brieger       |
| Alessandro „Ale“       | Praktikant (Staffel 1–3) Verantwortlicher vom Streamingdienst (Staffel 4) | Alessandro Tiberi       | 1–4                   |                       | Daniel Gärtner     |
| Arianna Dell’Arti      | Regieassistentin (Staffel 1–4)                                            | Caterina Guzzanti       | 1–4                   |                       | Victoria Sturm     |
| Corinna Negri          | weibliche Hauptrolle (Staffel 1 & 4) Produzentin (Staffel 4)              | Carolina Crescentini    | 1 & 4                 | 2–3                   | Aline Staskowiak   |
| Stanis La Rochelle     | männliche Hauptrolle (Staffel 1–4) Produzent (Staffel 4)                  | Pietro Sermonti         | 1–4                   |                       | Karlo Hackenberger |
| Alfredo                | Regisseur der Second Unit (Staffel 1–4)                                   | Luca Amorosino          | 1–4                   |                       | Christian Holdt    |
| Duccio Patanè          | Kameramann (Staffel 1–4)                                                  | Ninni Bruschetta        | 1–4                   |                       | Asad Schwarz       |
| Diego Lopez            | Verantwortlicher vom Sender (Staffel 1–3) Produktionsleiter (Staffel 4)   | Antonio Catania         | 1–4                   |                       | Andreas Conrad     |
| Sergio Vannucci        | Produktionsleiter (Staffel 1–3) Associate Producer (Staffel 4)            | Alberto Di Stasio       | 1–4                   |                       | Hubert Burczek     |
| Augusto Biascica       | Oberbeleuchter (Staffel 1–4)                                              | Paolo Calabresi         | 1–4                   |                       | Oliver Siebeck     |
| Lorenzo                | Kamerapraktikant (Staffel 1–3) Kameraoperateur (Staffel 4)                | Carlo De Ruggieri       | 1–4                   |                       | Steven Merting     |
| Aprea                  | Drehbuchautor (Staffel 1–4)                                               | Valerio Aprea           | 1–4                   |                       | Paul Matzke        |
| Max                    | Drehbuchautor (Staffel 1–4)                                               | Massimo De Lorenzo      | 1–4                   |                       | Gregor Höppner     |
| Zachia                 | Drehbuchautor (Staffel 1–4)                                               | Andrea Sartoretti       | 1–4                   |                       | Jörg Pintsch       |
| Lalla                  | Praktikantin (Staffel 4)                                                  | Aurora Calabresi        | 4                     |                       | Diana Ebert        |
| Fabio                  | Assistent von Corinna (Staffel 4)                                         | Andrea Lintozzi Senneca | 4                     |                       | Julian Tennstedt   |

### Nebendarsteller
| Rolle   | Beschreibung                                                 | Schauspieler           | Nebenrolle (Staffeln) | Synchronsprecher    |
| ------- | ------------------------------------------------------------ | ---------------------- | --------------------- | ------------------- |
| Mario   | Bühnenarbeiter (Staffel 2 & 4)                               | Maurizio Pepe          | 2 & 4                 | Alexander Kiersch   |
| Filippo | Tontechniker (Staffel 4)                                     | Gerardo Mastrodomenico | 3–4                   | Andreas Hosang      |
| Carlo   | Szenograph (Staffel 4)                                       | Giordano De Plano      | 4                     | Matthias Friedrich  |
| Manuela | Skript-Supervisorin (Staffel 4)                              | Nina Torresi           | 4                     | Jenny Maria Meyer   |
| Alison  | Verantwortliche des Streamingdienstes für Europa (Staffel 4) | Emma Lo Bianco         | 4                     | Susanne Geier       |
| Laura   | Verantwortliche für Backstage-Aufnahmen (Staffel 4)          | Astrid Casali          | 4                     | Johanna von Gutzeit |

### Gastdarsteller
| Rolle           | Beschreibung                                                   | Schauspieler    | Gastrolle (Staffeln) | Synchronsprecher |
| --------------- | -------------------------------------------------------------- | --------------- | -------------------- | ---------------- |
| Walter Veltroni | Moderator der Gesprächsrunde über Streamingdienste (Staffel 4) | Walter Veltroni | 4                    | Axel Strothmann  |

## Episodenliste

### Staffel 1
| Nr. (ges.) | Nr. (St.) | Deutscher Titel | Originaltitel                | Erstausstrahlung (Italien) | Deutschsprachige Erstveröffentlichung (D/A/CH) | Regie            | Drehbuch                                            |
| ---------- | --------- | --------------- | ---------------------------- | -------------------------- | ---------------------------------------------- | ---------------- | --------------------------------------------------- |
| 1          | 1         | —               | Il mio primo giorno          | 16. Apr. 2007              | 26. Okt. 2022                                  | Luca Vendruscolo | Giacomo Ciarrapico, Mattia Torre & Luca Vendruscolo |
| 2          | 2         | —               | L'anello del conte           | 16. Apr. 2007              | 26. Okt. 2022                                  | Luca Vendruscolo | Giacomo Ciarrapico, Mattia Torre & Luca Vendruscolo |
| 3          | 3         | —               | Lo scalatore delle Ande      | 23. Apr. 2007              | 26. Okt. 2022                                  | Luca Vendruscolo | Giacomo Ciarrapico, Mattia Torre & Luca Vendruscolo |
| 4          | 4         | —               | Qualità o morte              | 30. Apr. 2007              | 26. Okt. 2022                                  | Luca Vendruscolo | Giacomo Ciarrapico, Mattia Torre & Luca Vendruscolo |
| 5          | 5         | —               | A + B = C                    | 7. Mai 2007                | 26. Okt. 2022                                  | Luca Vendruscolo | Giacomo Ciarrapico, Mattia Torre & Luca Vendruscolo |
| 6          | 6         | —               | Come Lars von Trier          | 14. Mai 2007               | 26. Okt. 2022                                  | Luca Vendruscolo | Giacomo Ciarrapico, Mattia Torre & Luca Vendruscolo |
| 7          | 7         | —               | Quando un uomo sente la fine | 21. Mai 2007               | 26. Okt. 2022                                  | Luca Vendruscolo | Giacomo Ciarrapico, Mattia Torre & Luca Vendruscolo |
| 8          | 8         | —               | Buon Natale                  | 28. Mai 2007               | 26. Okt. 2022                                  | Luca Vendruscolo | Giacomo Ciarrapico, Mattia Torre & Luca Vendruscolo |
| 9          | 9         | —               | Una questione di principio   | 4. Juni 2007               | 26. Okt. 2022                                  | Luca Vendruscolo | Giacomo Ciarrapico, Mattia Torre & Luca Vendruscolo |
| 10         | 10        | —               | Il gioielliere               | 11. Juni 2007              | 26. Okt. 2022                                  | Luca Vendruscolo | Giacomo Ciarrapico, Mattia Torre & Luca Vendruscolo |
| 11         | 11        | —               | Exit strategy                | 18. Juni 2007              | 26. Okt. 2022                                  | Luca Vendruscolo | Giacomo Ciarrapico, Mattia Torre & Luca Vendruscolo |
| 12         | 12        | —               | Una giornata particolare     | 25. Juni 2007              | 26. Okt. 2022                                  | Luca Vendruscolo | Giacomo Ciarrapico, Mattia Torre & Luca Vendruscolo |
| 13         | 13        | —               | Stanis non deve morire       | 2. Juli 2007               | 26. Okt. 2022                                  | Luca Vendruscolo | Giacomo Ciarrapico, Mattia Torre & Luca Vendruscolo |
| 14         | 14        | —               | L'ultima puntata             | 9. Juli 2007               | 26. Okt. 2022                                  | Luca Vendruscolo | Giacomo Ciarrapico, Mattia Torre & Luca Vendruscolo |

### Staffel 2
| Nr. (ges.) | Nr. (St.) | Deutscher Titel | Originaltitel                                                       | Erstausstrahlung (Italien) | Deutschsprachige Erstveröffentlichung (D/A/CH) | Regie            | Drehbuch                                            |
| ---------- | --------- | --------------- | ------------------------------------------------------------------- | -------------------------- | ---------------------------------------------- | ---------------- | --------------------------------------------------- |
| 15         | 1         | —               | La mia Africa (prima parte)                                         | 12. Mai 2008               | 26. Okt. 2022                                  | Luca Vendruscolo | Giacomo Ciarrapico, Mattia Torre & Luca Vendruscolo |
| 16         | 2         | —               | La mia Africa (seconda parte)                                       | 12. Mai 2008               | 26. Okt. 2022                                  | Luca Vendruscolo | Giacomo Ciarrapico, Mattia Torre & Luca Vendruscolo |
| 17         | 3         | —               | Chi si salverà?                                                     | 19. Mai 2008               | 26. Okt. 2022                                  | Luca Vendruscolo | Giacomo Ciarrapico, Mattia Torre & Luca Vendruscolo |
| 18         | 4         | —               | Il travestimento è saltato                                          | 26. Mai 2008               | 26. Okt. 2022                                  | Luca Vendruscolo | Giacomo Ciarrapico, Mattia Torre & Luca Vendruscolo |
| 19         | 5         | —               | L'affaire Martellone                                                | 2. Juni 2008               | 26. Okt. 2022                                  | Luca Vendruscolo | Giacomo Ciarrapico, Mattia Torre & Luca Vendruscolo |
| 20         | 6         | —               | No logo                                                             | 9. Juni 2008               | 26. Okt. 2022                                  | Luca Vendruscolo | Giacomo Ciarrapico, Mattia Torre & Luca Vendruscolo |
| 21         | 7         | —               | A morte il conte                                                    | 16. Juni 2008              | 26. Okt. 2022                                  | Luca Vendruscolo | Giacomo Ciarrapico, Mattia Torre & Luca Vendruscolo |
| 22         | 8         | —               | Il cielo sopra Stanis                                               | 23. Juni 2008              | 26. Okt. 2022                                  | Luca Vendruscolo | Giacomo Ciarrapico, Mattia Torre & Luca Vendruscolo |
| 23         | 9         | —               | La figlia di Mazinga                                                | 30. Juni 2008              | 26. Okt. 2022                                  | Luca Vendruscolo | Giacomo Ciarrapico, Mattia Torre & Luca Vendruscolo |
| 24         | 10        | —               | Un tuzzo                                                            | 7. Juli 2008               | 26. Okt. 2022                                  | Luca Vendruscolo | Giacomo Ciarrapico, Mattia Torre & Luca Vendruscolo |
| 25         | 11        | —               | L'Italia che lavora                                                 | 14. Juli 2008              | 26. Okt. 2022                                  | Luca Vendruscolo | Giacomo Ciarrapico, Mattia Torre & Luca Vendruscolo |
| 26         | 12        | —               | Usa la forza, Ferretti                                              | 21. Juli 2008              | 26. Okt. 2022                                  | Luca Vendruscolo | Giacomo Ciarrapico, Mattia Torre & Luca Vendruscolo |
| 27         | 13        | —               | Il sordomuto, il senatore e gli equilibri del Paese (prima parte)   | 28. Juli 2008              | 26. Okt. 2022                                  | Luca Vendruscolo | Giacomo Ciarrapico, Mattia Torre & Luca Vendruscolo |
| 28         | 14        | —               | Il sordomuto, il senatore e gli equilibri del Paese (seconda parte) | 28. Juli 2008              | 26. Okt. 2022                                  | Luca Vendruscolo | Giacomo Ciarrapico, Mattia Torre & Luca Vendruscolo |

### Staffel 3
| Nr. (ges.) | Nr. (St.) | Deutscher Titel | Originaltitel                                    | Erstausstrahlung (Italien) | Deutschsprachige Erstveröffentlichung (D/A/CH) | Regie          | Drehbuch                                            |
| ---------- | --------- | --------------- | ------------------------------------------------ | -------------------------- | ---------------------------------------------- | -------------- | --------------------------------------------------- |
| 29         | 1         | —               | Un'altra televisione è possibile (prima parte)   | 1. März 2010               | 26. Okt. 2022                                  | Davide Marengo | Giacomo Ciarrapico, Mattia Torre & Luca Vendruscolo |
| 30         | 2         | —               | Un'altra televisione è possibile (seconda parte) | 1. März 2010               | 26. Okt. 2022                                  | Davide Marengo | Giacomo Ciarrapico, Mattia Torre & Luca Vendruscolo |
| 31         | 3         | —               | La qualità non basta                             | 8. März 2010               | 26. Okt. 2022                                  | Davide Marengo | Giacomo Ciarrapico, Mattia Torre & Luca Vendruscolo |
| 32         | 4         | —               | La clip                                          | 8. März 2010               | 26. Okt. 2022                                  | Davide Marengo | Giacomo Ciarrapico, Mattia Torre & Luca Vendruscolo |
| 33         | 5         | —               | L'importanza di piacere ai notai                 | 15. März 2010              | 26. Okt. 2022                                  | Davide Marengo | Giacomo Ciarrapico, Mattia Torre & Luca Vendruscolo |
| 34         | 6         | —               | Coprolalia                                       | 15. März 2010              | 26. Okt. 2022                                  | Davide Marengo | Giacomo Ciarrapico, Mattia Torre & Luca Vendruscolo |
| 35         | 7         | —               | Come Durok                                       | 22. März 2010              | 26. Okt. 2022                                  | Davide Marengo | Giacomo Ciarrapico, Mattia Torre & Luca Vendruscolo |
| 36         | 8         | —               | Buona festa del Grazie                           | 22. März 2010              | 26. Okt. 2022                                  | Davide Marengo | Giacomo Ciarrapico, Mattia Torre & Luca Vendruscolo |
| 37         | 9         | —               | Puzza di capolavoro                              | 29. März 2010              | 26. Okt. 2022                                  | Davide Marengo | Giacomo Ciarrapico, Mattia Torre & Luca Vendruscolo |
| 38         | 10        | —               | L'epifania                                       | 29. März 2010              | 26. Okt. 2022                                  | Davide Marengo | Giacomo Ciarrapico, Mattia Torre & Luca Vendruscolo |
| 39         | 11        | —               | Stopper                                          | 5. Apr. 2010               | 26. Okt. 2022                                  | Davide Marengo | Giacomo Ciarrapico, Mattia Torre & Luca Vendruscolo |
| 40         | 12        | —               | Nella rete                                       | 5. Apr. 2010               | 26. Okt. 2022                                  | Davide Marengo | Giacomo Ciarrapico, Mattia Torre & Luca Vendruscolo |
| 41         | 13        | —               | Ritorno al futuro (prima parte)                  | 12. Apr. 2010              | 26. Okt. 2022                                  | Davide Marengo | Giacomo Ciarrapico, Mattia Torre & Luca Vendruscolo |
| 42         | 14        | —               | Ritorno al futuro (seconda parte)                | 12. Apr. 2010              | 26. Okt. 2022                                  | Davide Marengo | Giacomo Ciarrapico, Mattia Torre & Luca Vendruscolo |

### Staffel 4
| Nr. (ges.) | Nr. (St.) | Deutscher Titel                                           | Originaltitel                                  | Erstveröffentlichung (Italien) | Deutschsprachige Erstveröffentlichung (D/A/CH) | Regie                                 | Drehbuch                              |
| ---------- | --------- | --------------------------------------------------------- | ---------------------------------------------- | ------------------------------ | ---------------------------------------------- | ------------------------------------- | ------------------------------------- |
| 43         | 1         | Die Letzten werden die Ersten sein                        | Gli ultimi saranno i primi                     | 26. Okt. 2022                  | 26. Okt. 2022                                  | Giacomo Ciarrapico & Luca Vendruscolo | Giacomo Ciarrapico & Luca Vendruscolo |
| 44         | 2         | Die Hochzeit zu Kana                                      | Cana Maledetta                                 | 26. Okt. 2022                  | 26. Okt. 2022                                  | Giacomo Ciarrapico & Luca Vendruscolo | Giacomo Ciarrapico & Luca Vendruscolo |
| 45         | 3         | Fucking Rennej Färräddi                                   | Fucking René Ferreedi!                         | 26. Okt. 2022                  | 26. Okt. 2022                                  | Giacomo Ciarrapico & Luca Vendruscolo | Giacomo Ciarrapico & Luca Vendruscolo |
| 46         | 4         | Am Set der Wunder                                         | Il set dei miracoli                            | 26. Okt. 2022                  | 26. Okt. 2022                                  | Giacomo Ciarrapico & Luca Vendruscolo | Giacomo Ciarrapico & Luca Vendruscolo |
| 47         | 5         | Hatte Jesus Sinn für Humor?                               | Il senso dell’umorismo di Gesù                 | 26. Okt. 2022                  | 26. Okt. 2022                                  | Giacomo Ciarrapico & Luca Vendruscolo | Giacomo Ciarrapico & Luca Vendruscolo |
| 48         | 6         | Liberté! Egalité! Prensilité! Oder nimm, soviel du kannst | Liberté! Egalité! Prensilité!                  | 26. Okt. 2022                  | 26. Okt. 2022                                  | Giacomo Ciarrapico & Luca Vendruscolo | Giacomo Ciarrapico & Luca Vendruscolo |
| 49         | 7         | Vergib ihnen, denn sie wissen nicht, was sie tun          | Perdona loro perché non sanno quello che fanno | 26. Okt. 2022                  | 26. Okt. 2022                                  | Giacomo Ciarrapico & Luca Vendruscolo | Giacomo Ciarrapico & Luca Vendruscolo |
| 50         | 8         | Die Augen des heiligen Herzens Jesu                       | Gli Occhi del Cuore Sacro di Gesù              | 26. Okt. 2022                  | 26. Okt. 2022                                  | Giacomo Ciarrapico & Luca Vendruscolo | Giacomo Ciarrapico & Luca Vendruscolo |